# ديفيد وين (كاتب)
ديفيد وين (بالإنجليزية: David Winn)‏ هو رسام رسوم متحركة وكاتب أمريكي، ولد في 1966.

## وصلات خارجية
- الموقع الرسمي
- ديفيد وين على موقع IMDb (الإنجليزية)
- ديفيد وين على موقع قاعدة بيانات الفيلم (الإنجليزية)